# Strobilanthes humilis
Strobilanthes humilis är en akantusväxtart som beskrevs av James Sykes Gamble. Strobilanthes humilis ingår i släktet Strobilanthes och familjen akantusväxter. Inga underarter finns listade i Catalogue of Life.